# Compact HTML
Compact HTML (Compact HyperText Markup Language), afgekort tot C-HTML, is een subset van de opmaaktaal HTML. Het is ontwikkeld voor kleine apparaten zoals pda's en mobiele telefoons. Omdat deze apparaten minder geheugen en een kleiner beeldscherm hebben dan een normale pc, is een eenvoudigere markeertaal ontwikkeld. Aangezien mobiele apparaten steeds meer rekenkracht krijgen (bijvoorbeeld smartphones), wordt Compact HTML steeds minder benodigd.

## Verschil met HTML
C-HTML ondersteunt verschillende zaken niet die in gewone HTML wel aanwezig zijn:
- JPEG-afbeeldingen
- Tabellen
- Image maps
- Lettertypes en -kleuren
- Achtergrondkleuren en -afbeeldingen
- Frames
- Cascading Style Sheets (CSS)

## XHTML Basic
Verwacht wordt dat C-HTML in de toekomst vervangen zal worden door XHTML Basic.